# Fort Pierce
Fort Pierce è il capoluogo della Contea di St. Lucie, Florida, negli Stati Uniti.
È conosciuta anche come la Sunrise City (letteralmente: "la città dell'alba"), in analogia con San Francisco (California) nota invece come la Sunset City (la città del tramonto). Altri soprannomi sono: "il cuore della regione degli agrumi" e "birthplace of the Navy Frogman" (il luogo di nascita degli uomini rana della marina militare).

## Storia
Le origini della città risalgono ai tempi della seconda guerra tra gli indiani Seminole e gli Stati Uniti (1835-1842). Nel 1838 l'esercito degli Stati Uniti costruì un forte, una struttura completamente in legno adibita a deposito, lungo le rive della laguna Indian river dove ora si trova un parco (Old Fort Park). Il comando della struttura venne affidato al tenente colonnello Benjamin Kendrick Pierce, fratello del 14º presidente degli Stati Uniti Franklin Pierce, da cui deriva il nome della località.

## Geografia fisica
Nel censimento del 2004 la popolazione era di 37.959 abitanti, mentre per il 2007 si stimava che sarebbe salita a 40.307.
Fort Pierce è parte della Port St. Lucie, Florida Metropolitan Statistical Area, un'area metropolitana con una popolazione di 400.121 abitanti.
Secondo l'organo di censimento ufficiale del governo degli Stati Uniti la città ha un'area totale di 53,80 km² di cui 38,20 km² di terra e 15,6 km² ricoperti da acqua (35%).
La città al centro della Treasure Coast, la parte della costa orientale della Florida che va da Hobe Sound (località Census-designated place) a Sebastian. Il nome Treasure Coast deriva dai galeoni spagnoli (specialmente quelli della Spanish treasure fleet, 1715) che fecero naufragio al largo della costa nei secoli XVII e XVIII. Manufatti appartenenti a queste navi sono stati recuperati negli ultimi cinquanta anni da dilettanti e da cacciatori di tesori di professione.

## Attrazioni turistiche
- St. Lucie County Regional History Center - Museo storico fondato nel 1968.[10][11]
- Old Fort Park - Il parco dove si trovava il forte.
- Navy UDT-SEAL Museum - Museo delle forze speciali Navy SEAL (Fort Pierce era la loro sede originaria).[12][13]
- Heathcote Botanical Gardens - Orto botanico.[14]
- Harbor Branch Oceanographic Institution - Istituto oceanografico non profit gestito dalla Florida Atlantic University (nome completo: Harbor Branch Oceanographic Institution at Florida Atlantic University)[15]
- Smithsonian Marine Ecosystems Exhibit - Acquari del St. Lucie County Marine Center e della Smithsonian Institution.[16]
- Manatee Observation Center - Organizzazione non profit che si occupa di fauna selvatica e educazione al rispetto della natura.[17]
- Oxbow Eco-Center - Escursioni guidate, gite in canoa.[18]
- Florida Power and Light Energy Encounter - Programmi educativi della più grande Società di produzione di elettricità della Florida.[19]
- A. E. Backus Museum and Gallery - Museo e galleria d'arte dedicata al pittore noto per i suoi paesaggi.[20]

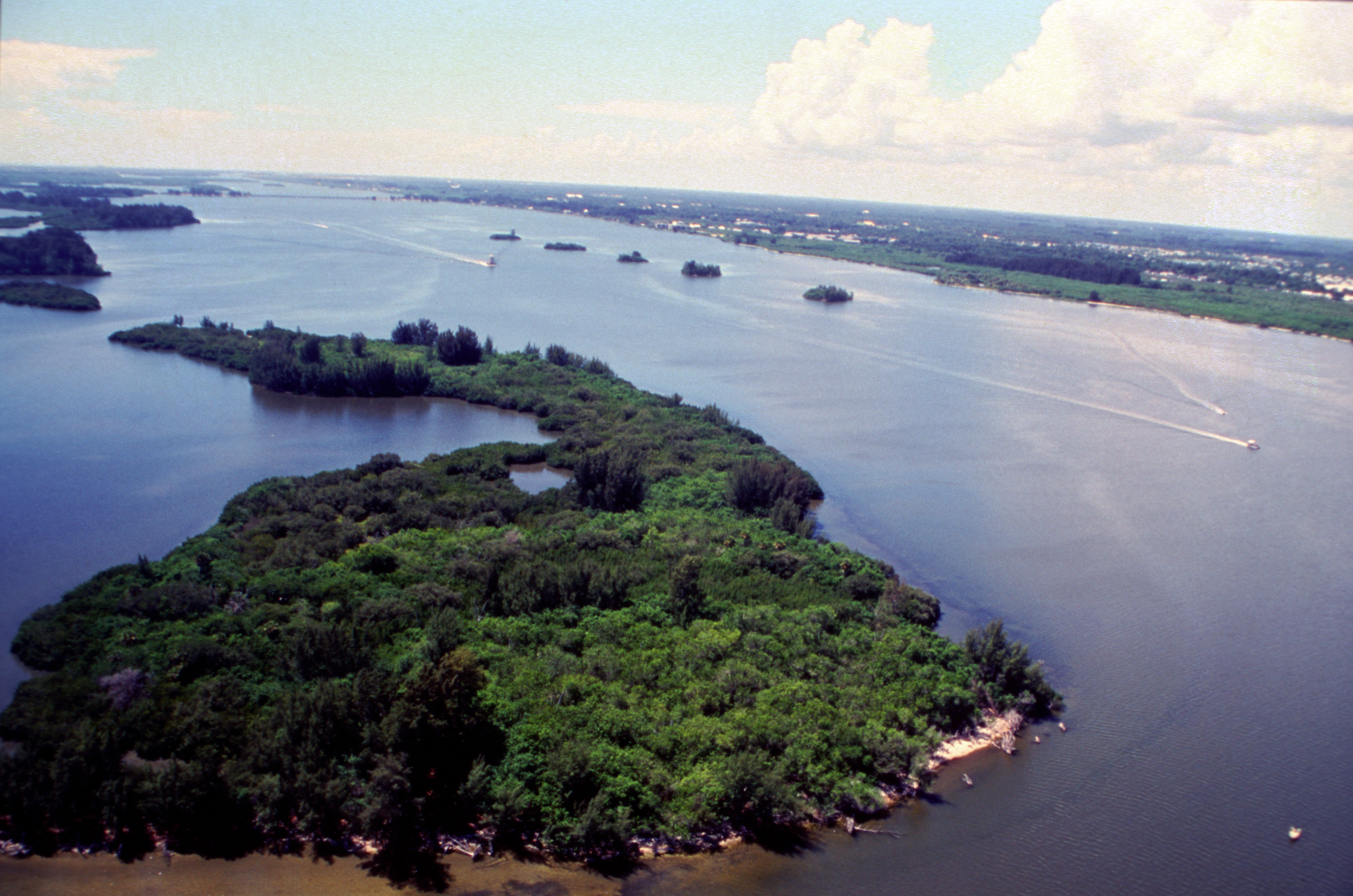
La laguna Indian river. Fort Pierce si trova sulla sua costa.

## Ecologia

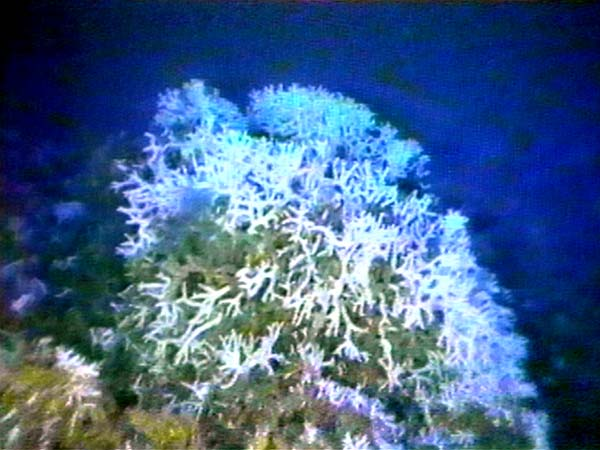
Il corallo albero dell'avorio (Oculina varicosa).

Negli anni settanta John Reed, uno scienziato della Harbor Branch Oceanographic Institution, scoprì uno dei banchi corallini più grandi del mondo. Il banco si trova a circa 30 chilometri al largo di Fort Pierce e si estende a nord per un centinaio di chilometri fino all'altezza di Cape Canaveral ad una profondità di 50-100 metri con formazioni a pinnacolo alte anche 30 metri. Il corallo a cui si deve questa barriera corallina (in inglese reef) è comunemente chiamato "corallo albero dell'avorio" (ivory bush coral) e il suo nome scientifico è Oculina varicosa.
L'Experimental Oculina Research Reserve protegge la barriera corallina di "Oculina varicosa".
Nel 1984, 316 km² di questa barriera corallina vennero designati come "Oculina Habitat Area of Particular Concern" (habitat dell'Oculina, area di particolare attenzione).

Nel 1994 l'area è stata chiusa a tutti i tipi di pesca a fondo ed è stata ridefinita riserva di ricerca.
Nel 2000 l'area marina protetta è stata ampliata a 1.030 km² e in quella zona sono stati proibiti tutti i mezzi che potrebbero danneggiare l'habitat.

## Società

### Evoluzione demografica
La stima dell'ufficio censimenti per il 2008 era di 41.000 residenti.

La densità della popolazione era di 697,3 abitanti per km² (2.212,4 per miglio²).
In base alla composizione etnica: 49,54% bianchi, 40,85% afroamericani, 0,33% nativi americani, 0,79% asiatici, 0,08% provenienti dall'Oceania, 5,36% di altre etnie e il 3,05% discendenti da più etnie.
Gli ispanici o latinoamericani di qualsiasi etnia erano il 15% della popolazione.
Le unità familiari erano 14.407 di cui il 28,1% con figli sotto i 18 anni conviventi, 36,1% erano coppie sposate, 19,3% il capofamiglia era donna (senza un compagno convivente) e il 38,8% non erano famiglie.
Il 31,1% delle unità familiari era costituita da un'unica persona e il 13,9% aveva un convivente di 65 anni o più.
La media delle unità familiari era di 2,56 e la media delle famiglie era di 3,19.
Nella città la distribuzione per età della popolazione era: 27,2% con meno di 18 anni, 9,8% da 18 a 24 anni, 26,1% da 25 a 44 anni, 19,5% da 45 a 64 anni e il 17,5% dai 65 anni in su.
L'età media era di 35 anni. In base al sesso il rapporto era di 100 donne ogni 97,4 uomini.
Il reddito medio per unità familiare era di 25.121 $ e le entrate medie per famiglia erano 29.458 $.
Il reddito maschile era di 21.274 $, mentre quello femminile era di 20.012 $.
Il reddito pro capite era di 14.345 $.
Circa il 25,4% delle famiglie e il 30,9% delle persone era sotto la soglia di povertà; di questi il 45,1% sotto i 18 anni e il 17,5% con 65 anni o più.